# Vaivase-Tai
Vaivase-Tai là một câu lạc bộ bóng đá Samoa đến từ Tuanaimato. Hiện tại đội bóng đang thi đấu ở Samoa National League. Là đội vô địch 6 lần của Samoa, đây là đội bóng giành nhiều chức vô địch nhất.

## Lịch sử
Vaivase-Tai vô địch 4 trong 5 lần, với việc chỉ có Alafua vô địch xen giữa trong các mùa giải trước 1984. Đội bóng vô địch tiếp ở các mùa giải 1998 và 2006. Đội cũng là á quân của mùa giải 1985.

## Danh hiệu
- Samoa National League: 6

1979, 1980, 1981, 1983, 1998, 2006

## Đội hình hiện tại
Tính đến mùa giải 2012–13:
Ghi chú: Quốc kỳ chỉ đội tuyển quốc gia được xác định rõ trong điều lệ tư cách FIFA. Các cầu thủ có thể giữ hơn một quốc tịch ngoài FIFA.
| Số | VT | Quốc gia | Cầu thủ      |
| -- | -- | -------- | ------------ |
| 1  | TM | Samoa    | FIlipo Uli   |
| 2  | HV | Samoa    | Horst Petana |